# Маракушев, Алексей Александрович
Алексе́й Алекса́ндрович Мара́кушев (4 марта 1925, Иваново-Вознесенск — 6 января 2014, Москва) — советский и российский учёный-геолог, специалист в области петрологии и термодинамики минералов, доктор геолого-минералогических наук (1965), профессор (1970), член-корреспондент Академии наук СССР (1981), академик Российской академии наук (1991), соросовский профессор (1994), заслуженный профессор Московского государственного университета (1998), почётный профессор Китайского геологического университета (1998).

## Биография
Родился 4 марта 1925, года в городе Иваново-Вознесенске.
В 1932—1942 годах учился в средней школе города Иваново.
В 1942—1947 годах учился в Свердловском горном институте.
С 1947 по 1950 год работал в Свердловском горном институте.
С 1950 по 1953 год — главный геолог Кимканского железорудного месторождения. С 1953 по 1956 год — аспирант Института геологии рудных месторождений, петрографии, минералогии и геохимии АН СССР.
В 1958 году защитил диссертацию на соискание степени кандидата геолого-минералогических наук по теме «Петрология таёжного железорудного месторождения в архее Алданской плиты» (1956).
С 1956 по 1964 год заведовал отделом петрографии Дальневосточного геологического института АН СССР. С 1964 года — заведующий лабораторией термодинамики минералов Института экспериментальной минералогии в Черноголовке.
В 1965 году защитил докторскую диссертацию потеме «Проблемы минеральных фаций метаморфических и метасоматических горных пород» (1964).
В 1970 году получил звание профессора. С 1970 по 1992 год — заведующий кафедрой петрографии геологического факультета МГУ.
29 декабря 1981 года избран членом-корреспондентом АН СССР, 7 декабря 1991 года — академиком Российской академии наук.
С 1992 года — главный научный сотрудник Института геологии рудных месторождений, петрографии, минералогии и геохимии РАН, профессор кафедры петрографии геологического факультета МГУ.
Скончался 6 января 2014 года после тяжёлой болезни. Похоронен 14 января на московском Троекуровском кладбище.

## Научная деятельность
Создатель нового научного направления в геологии, отличающегося широким привлечением термодинамики к решению петрологических проблем.
Предложил метод расчёта диаграмм химических потенциалов компонентов на количественной основе, раскрывающих новые возможности анализа условий глубинного минералообразования.
Разработал систему формаций метаморфических горных пород, общую систему петрогенезиса, охватывающую метеориты, лунные и земные горные породы, и основанную на ней оригинальную концепцию происхождения и эволюции планетных систем.
Автор гипотезы о происхождении Земли и планет земной группы, основанной на их расслоении в жидком состоянии. Выявил закономерности геохимической эволюции метаморфизма в геосинклинальном развитии земной коры; описал систему метаморфических и минеральных фаций.
Создал научную школу исследования метаморфизма и магнетизма на физико-химической основе в связи с геоструктурным развитием земной коры и общими проблемами эволюции планет и метеоритного вещества.
Создатель модели связи импульсной углеводородной дегазации Земли с происхождением нефти. Автор учебного пособия по метаморфизму, где были обобщены новейшие достижения экспериментальной петрологии и геохимии, и ряда лекционных курсов, читаемых на геохимическом отделении геологического факультета МГУ.
Редактор и соавтор учебника петрографии, по-новому освещающего вопросы генезиса изверженных горных пород, содержащего оригинальную систематику и номенклатуру, положенные в основу новых учебных курсов.

## Награды, премии и звания
- [когда?] — Медаль «За трудовую доблесть»[8]
- 2005 — Орден Дружбы[9]

Премии:
- 1975 — Государственная премия СССР
- 1979 — Первая премия МОИП
- 1980 — Первая премия Министерства высшего образования СССР[10]
- 1994 — Ломоносовская премия 1-й степени МГУ (1994)
- 1998 — Премия имени Д. С. Коржинского РАН[11]

Почётные звания:
- 1994 — Соросовский профессор
- 1998 — Заслуженный профессор МГУ.